# 6-й армійський корпус (Україна)
6-й армійський корпус (6 АК, в/ч А 1314) — оперативно-тактичне об'єднання Сухопутних військ Збройних сил України, що існувало у 1993—2013 роках.
У листопаді 2013 року переформовано на Оперативне командування «Південь».

## Історія
1 липня 1993 року згідно з директивою Міністра оборони України від 6 січня 1993 був створений 6-й гвардійський армійський корпус шляхом переформування 6-ї гвардійської танкової армії, що входила на той час до складу Одеського військового округу.
У січні 1998 року корпус включили до складу Південного оперативного командування.
Згідно з Указом Президента України від 30 жовтня 2000 6 АК присвоєно почесне найменування «Дніпропетровський».
У листопаді 2013 року переформовано на Оперативне командування «Південь».

## Структура корпусу

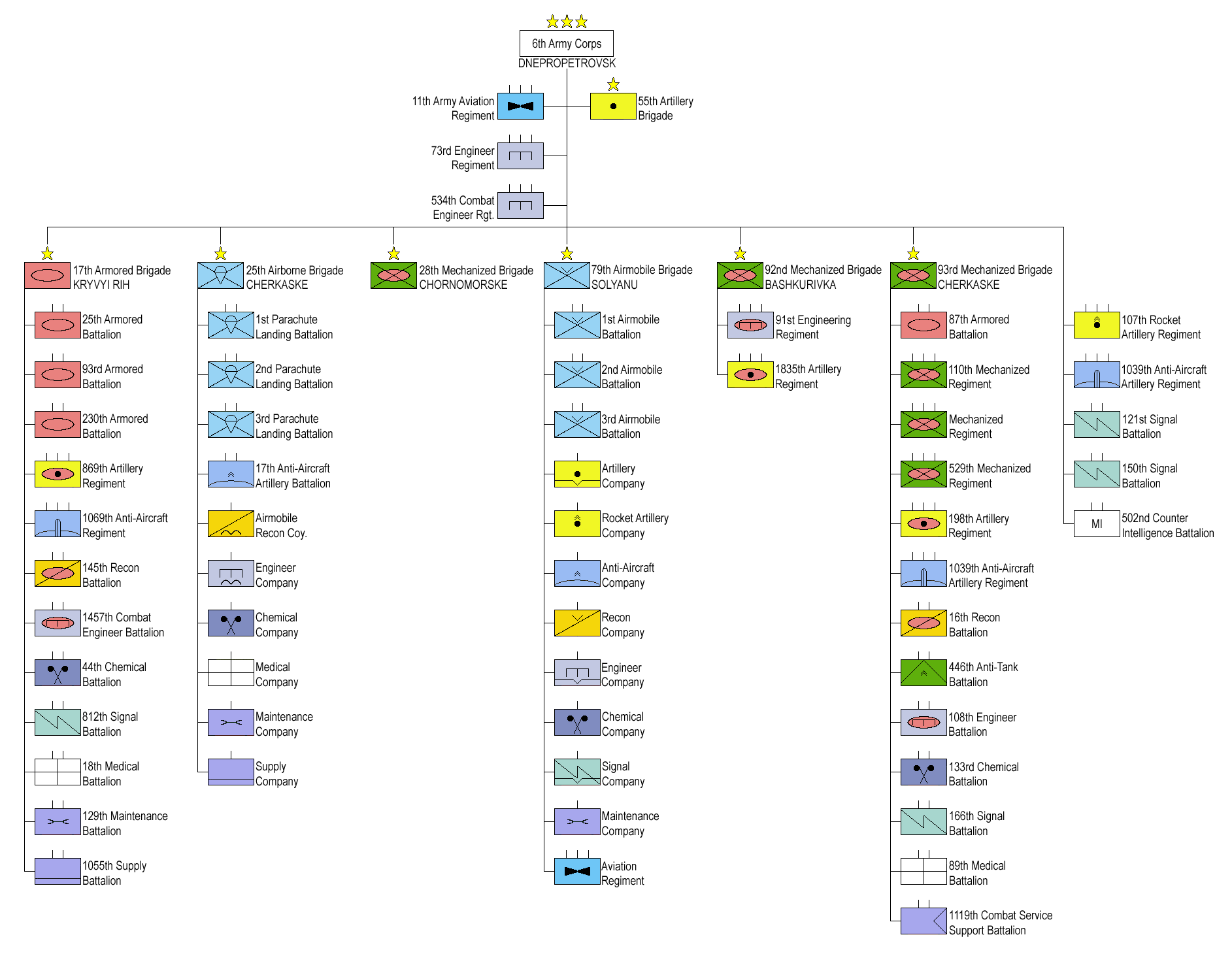
Структура 6-го армійського корпусу

6-й армійський корпус включав в себе такі підрозділи:
| №  |  | Назва                                      | Місце дислокації                         |
| -- |  | ------------------------------------------ | ---------------------------------------- |
| 1  |  | 17 окрема танкова бригада                  | Дніпропетровська область м. Кривий Ріг   |
| 2  |  | 28 окрема механізована бригада             | Одеська область смт Чорноморське         |
| 3  |  | 92 окрема механізована бригада             | Харківська область с. Клугино-Башкирівка |
| 4  |  | 93 окрема механізована бригада             | Дніпропетровська область смт Черкаське   |
| 5  |  | 55 окрема артилерійська бригада            | м. Запоріжжя                             |
| 6  |  | 107 окремий реактивний артилерійський полк | Полтавська область м. Кременчук          |
| 7  |  | 1039 зенітний ракетний полк                | Дніпропетровська область смт Гвардійське |
| 8  |  | 11 окремий полк армійської авіації         | Херсонська область с. Чорнобаївка        |
| 9  |  | 91 інженерний полк                         | Сумська область м. Охтирка               |
| 10 |  | 121 окремий лінійно-вузловий полк зв'язку  | м. Дніпропетровськ                       |

## Командування
- генерал-майор Радецький Віталій Григорович (1991—1992 рр.)
- генерал-майор Шкідченко Володимир Петрович (1992—1993 рр.)
- генерал-майор Шустенко Олег Михайлович (1993—1994 рр.)
- генерал-майор Тимко Валентин Іванович (1994—1996 рр.)
- генерал-майор Можаровський Володимир Миколайович (1996—2000 рр.)
- генерал-майор Баталюк Володимир Іванович (2000—2002 рр.)
- генерал-майор Нуруллін Рауф Шайхуллович (2002—2003 рр.)
- генерал-майор Шаповал Юрій Євгенович (2003—2004 рр.)
- генерал-майор Борискін Юрій Валентинович (2004—2005 рр.)
- генерал-лейтенант Замана Володимир Михайлович (2005—2007 рр.)
- генерал-лейтенант Бессараб Сергій Борисович (2007—2012 рр.)
- генерал-лейтенант Хомчак Руслан Борисович (2012—2013 рр.)